# Élesmes
Élesmes är en kommun i departementet Nord i regionen Hauts-de-France i norra Frankrike. Kommunen ligger i kantonen Maubeuge-Nord som tillhör arrondissementet Avesnes-sur-Helpe. År 2022 hade Élesmes 1 002 invånare.

## Befolkningsutveckling
Antalet invånare i kommunen Élesmes
| Referens: INSEE |